# Tribunales de Cuentas (Guatemala)
Los Tribunales de Cuentas son los tribunales encargados de ejercer con independencia la función judicial en materia de cuentas en todo el país. El fundamento legal de estos tribunales es el artículo 220 de la Constitución y los artículos del 33 al 107 de la Ley de Tribunales de Cuentas, Decreto Legislativo 1126.

## Competencia
Los  Tribunales de Cuentas ejercen con independencia absoluta, las funciones judiciales en materia de cuentas. Está función será ejercida por los jueces de primera instancia y el Tribunal de Segunda Instancia de Cuentas en todo el país. En contra las sentencias y los autos definitivos de cuentas emitidos por estos tribunales que pongan fin al proceso en los asuntos de mayor cuantía, procede el recurso de casación. Este recurso es inadmisible en los procedimientos económico-coactivos. 
En los juicios de cuentas habrá dos instancias: la primera es ejercida por los jueces de primer grado. La segunda se ejercerá por el Tribunal nombrado conforme lo dispone el artículo 208 de la Constitución.

## Organización e Integración
Los Tribunales de Cuentas se organizan e integran de la siguiente forma:

### Tribunal de Cuentas
El Tribunal de Segunda Instancia de Cuentas y Conflictos de Jurisdicción se integra por tres jueces propietarios y tres suplentes electos por el Congreso de la República, cuyas calidades se determinan en la respectiva ley. El primero de los electos es el presidente del Tribunal. El Tribunal conoce los juicios de cuentas y los procedimientos económico-coactivos en segunda instancia, de igual manera, la resolución de los conflictos de competencia entre las autoridades, en materia de cuentas.
El tribunal de cuentas ejerce jurisdicción sobre la Contraloría para los fines del artículo 209 de la Constitución y también le corresponde la resolución de los conflictos de jurisdicción entre los jueces de Cuentas por una parte y los Tribunales ordinarios por otra, es decir ejerce como Tribunal de Conflictos de Jurisdicción.

### Juzgados de Primera Instancia
Les corresponde conocer en materia de cuentas dentro de primera instancia a los jueces de Cuentas de Primer Grado y jueces de Primera Instancia en los departamentos de la República.

#### Jueces de Cuentas de Primer Grado
Los jueces de Cuentas de Primer Grado ejercen la jurisdicción en materia económico-coactiva, en el departamento de Guatemala. Tienen como fin exclusivo conocer en los procedimientos para obtener el pago de los adeudos a favor del fisco, las municipalidades, las entidades autónomas y las instituciones descentralizadas que proceden de un fallo condenatorio de cuentas, multas y demora en obligaciones tributarias. Además, la demanda en materia económico-coactiva se presenta ante ellos en la ciudad capital. Es función potestativa del Tribunal de Cuentas y de los jueces de Primer Grado, solicitar a la Contraloría de Cuentas la práctica de nuevas revisiones.

#### Jueces de Primera Instancia Departamentales
Los jueces de Primera Instancia departamentales, serán jueces en materia económico-coactiva. Cumplen sus funciones como jueces privativos en materia económico-coactiva con base en el expediente respectivo que les remita el Tribunal de Cuentas y deberán tramitar el procedimiento de oficio e inmediatamente que reciban los antecedentes y el auto de su designación. Tienen como fin exclusivo conocer en los procedimientos para obtener el pago de los adeudos a favor del fisco o las municipalidades que proceden de un fallo condenatorio de cuentas, multas y demora en obligaciones tributarias. Además, la demanda en materia económico-coactiva se presenta ante ellos en la en los otros departamentos de la República. Es función potestativa de los jueces de Primera Instancia, en los otros departamentos de la República, solicitar a la Contraloría de Cuentas la práctica de nuevas revisiones.